# Оргия времён Тиберия на острове Капри
«Оргия времён Тиберия на острове Капри» — картина польского и русского художника Генриха Семирадского (1843—1902), написанная в 1881 году. Она является частью собрания Государственной Третьяковской галереи (инв. 5264). Размер картины — 101,5 × 216 см.

## Сюжет и описание
Название картины даёт представление о времени и месте действия, изображённого на полотне: Тиберий был римским императором с 14 года нашей эры до его смерти, последовавшей в 37 году, а на острове Капри находилась одна из его вилл, на которой он предавался разврату и приказывал убивать непокорных.
В жизнеописании Тиберия Гай Светоний Транквилл писал:
…Он направился на Капри — остров, больше всего привлекательный для него тем, что высадиться там можно было в одном лишь небольшом месте, а с остальных сторон он был огражден крутизной высочайших скал и глубью моря. <…> На Капри до сих пор показывают место его бойни: отсюда осужденных после долгих и изощренных пыток сбрасывали в море у него на глазах, а внизу матросы подхватывали и дробили баграми и веслами трупы, чтобы ни в ком не осталось жизни.
Действие происходит на берегу острова. Слева — крутые скалы, справа — море, на горизонте — светящийся в темноте маяк. В левой части картины изображены мёртвые тела двух мужчин, сброшенных со скалы. Правее них — весёлая танцующая компания, состоящая из молодых мужчин (по-видимому, из свиты Тиберия) и полуобнажённых женщин. Кто-то из них при свете факела с удивлением разглядывает трупы, но те, кто впереди, продолжают веселиться, не обращая внимания на мрачное соседство. В полумраке, чуть позади толпы, в окружении двух женщин находится седой старик, также принимающий участие во всеобщем веселье.

## История
Картина «Оргия времён Тиберия на острове Капри» была написана Генрихом Семирадским в 1881 году в Риме. Она экспонировалась на 2-й выставке Московского общества любителей художеств, проходившей в 1881—1882 годах.
После этого картина находилась в собрании Козьмы Солдатёнкова (1818—1901) — известного предпринимателя и коллекционера, владельца художественной галереи. В паре с другой картиной Семирадского, «Танец среди мечей», она была вывешена в его московской усадьбе, находившейся по адресу ул. Мясницкая, д. 37.
После смерти Солдатёнкова в 1901 году, по его завещанию вся коллекция была передана Румянцевскому музею. После расформирования музея в 1925 году картина «Оргия времён Тиберия на острове Капри» была передана в Третьяковскую галерею.
Известен этюд к картине, размером 34 × 70 см, который находился в частных коллекциях. 1 декабря 2015 года он проходил на торгах аукционного дома Sotheby's.